# Câmara Arbitral do Agronegócio
A Câmara Arbitral é uma entidade autônoma especializada na solução de conflitos que versem sobre direito patrimonial disponível, por meio de regras e procedimentos próprios e dos mecanismos da Lei de Arbitragem (9.307/96).
Essas instituições contam com corpo de árbitros composto por profissionais especializados nas mais diversas áreas. 

## Câmara Arbitral do Agronegócio
No Brasil, a Câmara Arbitral no setor agrícola é um órgão de natureza essencialmente corporativa que tem por objetivo dirimir controvérsias decorrentes de contratos de compra e venda de produtos agrícolas registrados e/ou negociados na Bolsa Brasileira de Mercadorias, e tem como principais vantagens a rapidez, a confidencialidade e a qualidade técnica das decisões. O corpo de árbitros é constituído de profissionais conhecedores do agronegócio com reconhecida competência e experiência no mercado agropecuário.
O funcionamento e a amplitude de atuação da Câmara Arbitral são definidos pelo seu regulamento.

## Vantagens
Rapidez na tomada de decisão
A rapidez com que o procedimento chega à sentença arbitral, isto é, à decisão final do árbitro para o conflito, representa a grande vantagem desse método alternativo em relação ao trâmite tradicional do Judiciário.
A ausência de recursos contra a sentença arbitral também contribui para a agilidade do procedimento. Enquanto uma sentença judicial pode gerar mais de uma dezena de recursos em diversas instâncias, a decisão arbitral é definitiva e só pode ser questionada em casos limitados.
Informalidade, sigilo, decisões técnicas e possibilidade de solução amigável
De natureza sigilosa, a arbitragem pode evitar o constrangimento da exposição pública de conflitos envolvendo pessoas ou empresas, além de possíveis danos de imagem e prejuízos. 
A informalidade e a linguagem simples contrastam com a formalidade do Judiciário. Além disso, as partes têm flexibilidade para definir as regras do procedimento, que vão desde o local da arbitragem até a lei aplicável. Em alguns casos, os custos da arbitragem podem ser inferiores aos da ação judicial, principalmente quando se levam em conta os gastos de uma eventual demora do julgamento do caso na Justiça.